# محمد بزم‌آور
محمد بزم‌آور (زادهٔ ۱۳۳۲) کشتی‌گیر آزادکار اهل ایران است.
وی در قهرمانی جهان ۱۹۷۸ در مکزیکو سیتی، مکزیک به مدال برنز وزن ۴۸ کیلوگرم کشتی آزاد دست‌یافت.
وی همچنین در قهرمانی آسیا ۱۹۸۱ در لاهور، پاکستان به مقام سوم وزن ۵۲ کیلوگرم دست‌یافت.
بزم‌آور در ۲ دورهٔ مسابقات جهانی (۱۹۷۷ لوزان و ۱۹۸۲ ادمونتون) به رتبهٔ چهارم جهان دست‌یافت.